# Liste der Reichsgesandten und ausländischen Gesandten 1848/1849
Die Liste der Reichsgesandten und ausländischen Gesandten 1848/1849 führt die Gesandten (Botschafter) des Deutschen Reiches in anderen Ländern auf. Erwähnt werden auch die Geschäftsträger.
Hinzu kommen umgekehrt die Gesandten der fremden Staaten. Die Aufnahme eines Gesandten oder Geschäftsträgers in diese Liste bedeutet nicht automatisch, dass das Deutsche Reich tatsächlich vom betreffenden Land anerkannt wurde bzw. mit ihm offizielle Beziehungen hatte.

## Belgien
- Friedrich Adolph von Drachenfels, Notifikationsgesandter der Provisorischen Zentralgewalt, 30. August / 3. Oktober 1848; Reichsgesandter in Brüssel, 3. Oktober 1848 bis 19. Dezember 1849
- Camille Comte de Briey, Baron de Landres, Gesandter Belgiens, 4. September 1848 bis 20. Dezember 1849
- Jacob Heinrich Theodor Mulhens, provisorischer Geschäftsträger Belgiens, 15. August bis 26. November 1849

## Dänemark
- Friedrich August Ludwig Graf von Bismarck, Gesandtschaftsrat bei der Reichsgesandtschaft in Kopenhagen, 5. bis 26. November 1848; Reichsgeschäftstrager in Kopenhagen, 26. November 1848 bis 31. Mai 1849
- Ulysses Baron von Dirckinck-Holmfeld, Gesandter Dänemarks, 22. Oktober 1848 bis 8. April 1849

## Frankreich
- Ferdinand Eleonor Johann Paul Karl August Freiherr von Allesina, genannt von Schweitzer, Reichsgeschäftsträger in Paris, 17. Dezember 1848 bis 19. Dezember 1849
- Gustav Oelsner-Mommerqué, Sonderbeauftragter der Provisorischen Zentralgewalt in Paris, August 1848 bis 2. April 1849
- Friedrich Ludwig Georg von Raumer, außerordentlicher Reichsgesandter in Paris, 18. August bis 27. Dezember 1849
- Henri Charles Joseph Savoye, Geschäftsträger Frankreichs, 12. Juli bis 5. September 1848
- Auguste Marquis de Tallenay, Gesandter Frankreichs, 5. September 1848 bis 20. Dezember 1849

## Griechenland
- Chlodwig Karl Viktor Fürst zu Hohenlohe-Schillingsfürst, außerordentlicher Reichsgesandter in Athen, beim Päpstlichen Stuhl in Gaeta und in Florenz, 12. November 1848 bis 11. April 1849

## Großbritannien
- Viktor Franz Freiherr von Andrian-Werburg, außerordentlicher Reichsgesandter in London (mit Unterbrechung im Dezember 1848), 18. August 1848 bis 10. Januar 1849
- Edward Banks, außerordentlicher Reichsgesandter in London, 12. Juli bis 17. September 1848
- Christian Karl Josias von Bunsen, Reichsgesandter in London, 5. Dezember 1848 bis 23. Mai 1849
- Johannes Hermann Sieveking, Attaché bei der Reichsgesandtschaft in London, 15. Februar 1849; Reichsgeschäftsträger in London, 23. Mai bis 19. November 1849
- Lord Henry Richard Charles Wellesley Cowley, Gesandter Großbritanniens, 29. Juli 1848 bis 20. Dezember 1849
- Frederick Doveton Orme, Erster Attaché der Gesandtschaft Großbritanniens, 12. Juli 1848 bis 23. Januar 1849

## Italienische Staaten

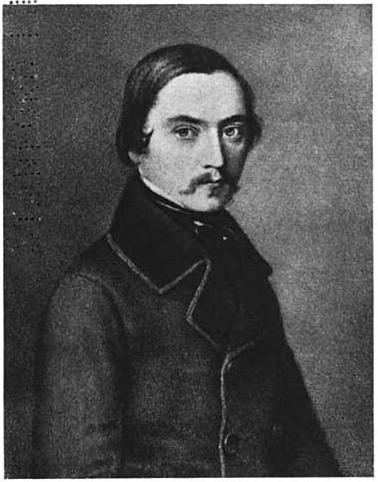
Chlodwig zu Hohenlohe-Schillingsfürst 1846, der spätere Reichskanzler (1896–1900)

- Johann Gustav Wilhelm Moritz Heckscher, außerordentlicher Reichsgesandter in Italien (Turin, Neapel), 27. September bis 30. Dezember 1848

- Chlodwig Karl Viktor Fürst zu Hohenlohe-Schillingsfürst, außerordentlicher Reichsgesandter in Athen, beim Päpstlichen Stuhl in Gaeta und in Florenz, 12. November 1848 bis 11. April 1849

- Evasio Radice, Geschäftsträger Sardiniens, 31. Juli bis 27. September 1848
- Antonio Gallenga, Geschäftsträger Sardiniens, 27. September bis 6. Dezember 1848
- Rodrigo Conte Doria de Cirie, Geschäftsträger Sardiniens, 5. Dezember 1848 bis 28. Juli 1849
- Emidio Baron Antonini, Gesandter Siziliens, 30. Juli 1848 bis 17. Januar 1849
- Vincent Ritter von Ramirez, Gesandter Siziliens, 17. Januar bis 20. Dezember 1849

## Niederlande
- Friedrich August von Liebe, Reichsgesandter in Den Haag zur Notifikation der Konstituierung der Provisorischen Zentralgewalt und Verhandlungen in der Limburger Frage, 30. August bis 16. Oktober 1848
- Friedrich Heinrich Wilhelm von Scherff, Gesandter der Niederlande, 14. Oktober 1848 bis 20. Dezember 1849

## Russland
- André Baron Budberg, Geschäftsträger Russlands, 16. Juli 1848 bis Januar 1849

## Schweden
- Karl Theodor Welcker, Reichsgesandter in Stockholm zur Notifizierung der Konstituierung der Provisorischen Zentralgewalt, 22. August bis 7. Oktober 1848
- Karl Freiherr von Mansbach, Schweden, ab 17. Oktober 1848

## Schweiz
- Leopold Meinrad Ritter von Neuwall, Gesandtschaftsrat bei der Reichsgesandtschaft in Bern, 27. September 1848; Reichsgeschäftsträger in Bern, 30. November 1848 bis 14. Februar 1849
- Franz Raveaux, Reichsgesandter in Bern, 30. August bis 29. November 1848

## Ungarn
- László Szalay, Gesandter Ungarns, 19. Juli 1848 bis Mai 1849

## USA

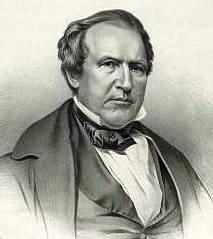
Andrew Jackson Donelson, Bild vermutlich aus den 1860ern

- Friedrich Ludwig Roenne, Reichsgesandter in Washington, 21. Oktober 1848 bis 19. Dezember 1849
- Andrew Jackson Donelson, Gesandter der USA, 15. August 1848 bis 2. November 1849 (Abberufung am 19. September 1849)